# روموی ۵۱۳۹
سیارک ۵۱۳۹ (به انگلیسی: 5139 Rumoi، نامگذاری:1990VH4) پنج هزار و صد و سی و نهمین سیارک کشف شده‌است که در ۱۳ نوامبر ۱۹۹۰ کشف شد.
قدر مطلق سیارک برابر ۱۱٫۲۰ است.